# نايجل بوسطن
نايجل بوسطن (بالإنجليزية: Nigel Boston)‏ هو رياضياتي أمريكي، ولد في 20 يوليو 1961.